# Omukae desu
Omukae desu (お迎えです。?) è una serie di manga shōjo giapponese scritta e disegnata da Meca Tanaka e pubblicata da Hakusensha, con serializzazione dal 1999 al 2002 su LaLa e con cinque tankōbon che ne compongono i capitoli. La serializzazione è ripresa dal 24 febbraio al 24 aprile 2016 sulla stessa rivista e i capitoli sono stati raccolti in un ulteriore tankōbon. Il manga originale è stato adattato in un dorama che è stato trasmesso dal 23 aprile al 18 giugno 2016.

## Trama
Madoka Tsutsumi è uno studente universitario introverso e impassibile, percepito dagli altri come "spaventoso", nonostante la sua passione per l'analisi. Dotato di consapevolezza spirituale, incontra uno shinigami di nome Nabeshima, vestito da coniglio, che sta inseguendo uno spirito. Nabeshima, con la sua assistente Yuzuko, lavora per il GSG, un'organizzazione che aiuta gli spiriti a superare i rimpianti e raggiungere l'aldilà. Nabeshima offre a Madoka un lavoro part-time: usare la sua abilità di possessione per aiutare gli spiriti a interagire con i vivi, in cambio di un "facile ingresso nell'aldilà".
Nei tre anni successivi, Madoka conosce Sachi Aguma, una liceale con la capacità di proiettarsi astralmente, infatuata di Nabeshima, nonostante lui creda che umani e shinigami non siano fatti per stare insieme. Uno degli spiriti che Madoka aiuta è Chisato Ogawa, una compagna di liceo che lo ammirava segretamente. Chisato confessa i suoi sentimenti solo quando sta per passare all'aldilà, deprimendo Madoka, perché anche lui ricambia.
Per consolarlo, Aguma propone a Madoka di salutare Chisato nell'aldilà. Con l'aiuto di Nabeshima e Aguma, Madoka confessa i suoi sentimenti a Chisato, che però lo spinge a frequentare Aguma. In seguito, mentre Madoka aiuta Aguma a conquistare Nabeshima, lui si offre di aspettarla finché non avrà superato la sua infatuazione per lo shinigami.

## Personaggi
Madoka Tsutsumi (堤 円?, Tsutsumi Madoka)
Doppiato da: Akira Ishida (drama-CD), interpretato da: Sōta Fukushi (live-action)
Madoka, il protagonista della serie, è uno studente universitario che appare privo di emozioni, ma è in realtà un geek appassionato con la passione per l'analisi. A causa della sua espressione impassibile, molti lo trovano "spaventoso" e tendono a evitarlo. Tuttavia, Madoka trova affascinanti molte cose, come l'aspetto infantile di Yuzuko e la personalità vivace di Aguma. Possiede la capacità di vedere gli spiriti e di fungere da tramite per loro, consentendogli di interagire con i vivi e di superare i propri rimpianti. Per questo motivo, è stato assunto come part-timer per il GSG, un'organizzazione di shinigami che si occupa degli spiriti in difficoltà nel trasferirsi nell'aldilà. A causa di un errore di pronuncia durante la presentazione, Nabeshima chiama Madoka "En-chan" (una lettura alternativa del kanji di "Madoka"), un soprannome che viene poi adottato anche da altri personaggi, come Yuzuko. Un capitolo rivela che Madoka giocava a baseball durante le scuole superiori.
In seguito, emerge che Madoka è innamorato di Chisato e si deprime quando quest'ultima parte per l'aldilà senza salutarlo adeguatamente. La missione per salutarla degnamente costituisce il fulcro del capitolo finale della serie. Madoka riesce a confessarsi, ma la sua richiesta di rimanere con Chisato viene respinta, poiché quest'ultima desidera che lui stia con Aguma. In un capitolo extra, si lascia intendere che anche Madoka provi qualcosa per Aguma, dato che si dichiara disposto ad aspettarla dopo che lei ha accettato la sua incapacità di stare con Nabeshima.
Nell'adattamento live-action, la vita personale di Madoka viene approfondita: invece di vivere in un appartamento da solo, risiede nella casa della sua famiglia insieme alla madre, Yumiko, al patrigno, Ikuo, e alla sorellastra, Sayaka. La sua passione per il baseball si trasforma in un talento per la costruzione di razzi, attività che promuove attraverso un club universitario.
Nabeshima (ナベシマ?)
Doppiato da: Ryōtarō Okiayu (drama-CD), interpretato da: Ryōhei Suzuki (live-action)
Nabeshima è uno shinigami che lavora nella Divisione 2 del GSG, un'organizzazione dedicata ad aiutare gli spiriti a proseguire nel loro cammino. Ogni giorno indossa abbigliamenti sgargianti, seguendo la politica del GSG di adottare un tema specifico, ma preferisce il suo costume da coniglietto rosa, che indossa quando incontra Madoka per la prima volta. È facilmente irritabile e esprime il suo disappunto riguardo ai sentimenti di Aguma nei suoi confronti, non solo per la rigida separazione tra umani e non umani imposta dal GSG, ma anche perché è consapevole che, anche senza questa politica, rimarrebbero comunque separati. Nonostante ciò, Nabeshima ha un lato più tenero e si affeziona facilmente alle cose, motivo per cui evita di coinvolgersi per non dover affrontare il dolore della perdita.
Nell'adattamento live-action, Nabeshima è rappresentato come più gentile e non risponde con durezza ai sentimenti di Aguma come nel manga. Vengono anche esplorate le circostanze della sua vita precedente come umano: si chiamava Masato Murakami e si è sacrificato per proteggere la sorella minore, Asami, da una caduta su rocce taglienti. Un'Asami adulta appare negli ultimi due episodi della serie.
Yuzuko (ゆずこ?)
Doppiata da: Omi Minami (drama-CD), interpretata da: Kokone Hamada (live-action)
Yuzuko è l'assistente di Nabeshima nella Divisione 2 del GSG. Nonostante il suo aspetto minuto, è molto matura per la sua età e funge da voce della ragione durante i litigi del gruppo. Nella sua vita precedente, Yuzuko era una ragazza malaticcia che riceveva attenzioni da un ragazzo, del quale si innamorò. In seguito, scopre che il ragazzo lavora in una panetteria vicino all'appartamento di Madoka, ma lui non la riconosce a causa del suo aspetto cambiato dopo la morte.
Sachi Aguma (阿熊 幸?, Aguma Sachi)
Doppiata da: Satsuki Yukino (drama-CD), interpretata da: Tao Tsuchiya (live-action)
Sachi è una liceale che lavora part-time per il GSG grazie alla sua capacità di vedere i fantasmi ed effettuare proiezioni astrali. Si agita facilmente ed esprime le sue opinioni in modo schietto, cosa che Madoka trova carina. È innamorata di Nabeshima da quando lui l'ha aiutata a superare la morte del nonno e cerca costantemente di abbracciarlo. L'audacia di Aguma ha fatto sì che almeno due persone si innamorassero di lei: una ragazza malata e narcisista, incuriosita dalla sua indifferenza, e un allievo del suo dojo di karate di cui si prendeva cura. In un capitolo extra, Aguma dice a Madoka che continuerà a frequentare Nabeshima per un po', prima di considerare una relazione con lui.
Tsuda (津田?)
Doppiato da: Kentarō Itō (drama-CD)
Tsuda è il migliore amico di Madoka fin dalle scuole superiori. Si è innamorato di un'insegnante, Miki Yajima, che è stata uccisa poco dopo la cerimonia di laurea. Da allora, si è rinchiuso nel suo appartamento e ha smesso di frequentare l'università, finché Madoka non si lascia possedere dall'insegnante, che lo convince ad andare avanti. Un capitolo extra della serie è incentrato sul tentativo di una liceale di dichiarare il suo amore per Tsuda, una confessione che, secondo il capitolo finale, Tsuda sembra accettare.
Nella serie live-action, Tsuda non compare, ma il suo personaggio sembra essere stato diviso in due. Il ruolo di migliore amico di Madoka è stato assunto da Takashi Kato, un collega nerd e l'unico compagno di Madoka nel club di astronautica. La relazione con Yajima, invece, è attribuita a Ryoji Nakamura, uno sconosciuto coetaneo di Madoka.
Chisato Ogawa (緒川 千里?, Ogawa Chisato)
Doppiata da: Aya Hisakawa (drama-CD), interpretata da: Mugi Kadowaki (live-action)
Chisato è l'ex compagna di scuola di Madoka. Si era innamorata di Madoka e lo ammirava a distanza, ma non aveva potuto confessargli i suoi sentimenti fino alla morte. Come spirito, Chisato segue Madoka ovunque e lo salva dall'essere schiacciato da dei tubi mentre gioca a ping pong, esponendola accidentalmente al GSG. Cerca quindi rifugio presso Aguma, che le concede di prendere in prestito il suo corpo per un festival estivo a cui lei e Madoka partecipano prima di andare nell'aldilà. Nonostante i suoi tentativi, Madoka scopre comunque la menzogna. Tuttavia, si scopre che i sentimenti sono reciproci: anche Madoka è innamorato di lei.
L'addio a Chisato diventa poi la trama del capitolo finale della serie: Madoka, depresso dopo la partenza di Chisato, viene convinto da Aguma a vederla un'ultima volta nell'aldilà. Quando i due si incontrano, Chisato è sorpresa dalla confessione di Madoka, ma afferma che dovrebbe cercare Aguma, invece di rimuginare su di lei.
Nella serie live-action, Chisato viene promossa a personaggio principale e ha un impatto maggiore sulla trama rispetto al manga.

## Media

### Manga
Il manga di Meca Tanaka è stato serializzato sulla rivista LaLa di Hakusensha dal 23 gennaio 1999 al gennaio 2002. In concomitanza con l'adattamento dorama live-action, la serializzazione è ripresa dal 24 febbraio al 24 aprile 2016 sulla stessa rivista. I capitoli sono stati raccolti in 6 volumi tankōbon, pubblicati dal 4 dicembre 1999 al 3 giugno 2016.
| Nº | Data di prima pubblicazione | Data di prima pubblicazione | Data di prima pubblicazione |
| Nº | Giapponese                  | Giapponese                  |                             |
| -- | --------------------------- | --------------------------- | --------------------------- |
| 1  | 4 dicembre 1999             | ISBN 4-592-17746-0          |                             |
| 2  | 5 giugno 2000               | ISBN 4-592-17763-0          |                             |
| 3  | 2 maggio 2001               | ISBN 4-592-17020-2          |                             |
| 4  | 5 novembre 2001             | ISBN 4-592-17021-0          |                             |
| 5  | 2 maggio 2002               | ISBN 4-592-17022-9          |                             |
| 6  | 3 giugno 2016               | ISBN 978-4-592-21116-7      |                             |

### Live-action
Il manga è stato adattato in una serie televisiva live-action e presentato per la prima volta nella Nippon Television ad aprile 2016 e terminato nel giugno seguente per un totale di 9 episodi. Espande considerevolmente l'universo dell'originale mentre rimuove o modifica i punti della trama (ad esempio Aguma è uno studente universitario, invece di uno studente di scuola superiore).

## Accoglienza
Carlo Santos di Anime News Network ha assegnato al primo volume del manga una valutazione di C. Ha trovato interessante come la storia ribalti i ruoli convenzionali affidandoli a personaggi non tradizionali. Secondo Santos, la seconda parte del volume è più coinvolgente grazie alla presenza di due storie secondarie indipendenti, rese ancora più emozionanti dai disegni caratterizzati da uno stile dolce e curato. Tuttavia, nella storia principale, la possibilità per umani e spiriti di comunicare tra loro è vista come il punto debole della serie, poiché l'opera si concentra principalmente su sketch comici decenti con finali riflessivi e toccanti. Le idee alla base sono valide, ma la formula risulta un po' rigida nell'esecuzione. I disegni sono vivaci ma a volte appaiono disordinati e mal progettati; in particolare le parti con gli spiriti risultano noiose perché i layout sono difficili da seguire, mentre funzionano bene quando devono trasmettere un impatto emotivo.